# Nguyễn Đức Kiên (Hải Dương)
Nguyễn Đức Kiên (sinh năm 1948) là một cựu chính khách Việt Nam. Ông nguyên là Ủy viên Ban Chấp hành Trung ương Đảng Cộng sản Việt Nam khóa IX, X , Đại biểu Quốc hội Việt Nam khóa IX, X, XI, XII; Ủy viên Ủy ban Kinh tế và Ngân sách của Quốc hội khóa X, Chủ nhiệm Ủy ban Kinh tế và Ngân sách của Quốc hội khóa XI, Phó Chủ tịch Quốc hội Việt Nam khóa XII, nguyên Bí thư Tỉnh ủy Hải Dương và Chủ tịch Ủy ban nhân dân tỉnh Hải Dương, nguyên Tổng cục trưởng Tổng cục Hải quan Việt Nam.
Ông được Nhà nước Việt Nam trao tặng Huân chương Độc lập hạng Nhất.